# جورج كالفرت
جورج كالفرت (بالإنجليزية: George Calvert)‏ هو سياسي أمريكي، ولد في 2 فبراير 1768 بماونت إيري في الولايات المتحدة، وتوفي في 28 يناير 1838 في نفس البلد.